# Скепі
Скепі — це вимерла креольська мова, що базується на нідерландській, колись поширена в Гаяні. Нею говорили в районі Ессекібо. Вона не була взаємно зрозумілою з бербіською креольською мовою. Ця мова була класифікована як вимерла в 1998 році.

## Лексика
Оскільки мова була вже вимерла, коли Ян Робертсон вперше досліджував голландських креолів Гаяни в 1975 році, велика частина Скепі відома тільки через пам'ять нащадків які мають предків що говорили цією мовою.